# Sistema McMahon
Mac-Mahon es un sistema de organización de campeonatos que se utiliza frecuentemente en el juego del go.
La idea general de este sistema es evitar que jugadores de alta categoría se enfrenten con jugadores de baja categoría, ya que resultaría una partida sin interés. El sistema Mac-Mahon es una variación del sistema de suizos. En dicho sistema todos los jugadores comienzan el campeonato con cero puntos, y se les añade un punto por cada partida ganada, cero por las pérdidas y medio punto por los empates. En cada ronda se realizan los emparejamientos entre jugadores con la misma puntuación.
En el sistema Mac-Mahon, al principio del campeonato se les asigna una puntuación a los jugadores en función de su categoría. Típicamente 30 puntos a jugadores fuertes, 20 a intermedios y 10 a los débiles. Los jugadores suman un punto por partida ganada y medio por empate. De este modo, en un campeonato a nueve rondas, un jugador débil que ganara todas las partidas, terminaría el campeonato con 19 puntos y no ganaría el campeonato: Incluso quedaría en peor posición que un jugador fuerte que perdiera todas las partidas.
Digamos que el objetivo del sistema no es dar a todos los jugadores la oportunidad de ganar, sino darles la oportunidad de mejorar su categoría, y evitar los enfrentamientos entre jugadores con mucha diferencia de nivel.
Al igual que otros sistemas de suizos, los emparejamientos se hacen entre jugadores de la misma puntuación, pero al partir de una puntuación inicial diferente, no se producen enfrentamientos entre jugadores de muy distinto nivel. 
Incluso en este sistema se establece una barra que separa a jugadores de alto nivel y jugadores de nivel intermedio, de modo que no se enfrentan nunca jugadores situados encima de la barra con otros que estén situados por debajo. Igualmente se establece un suelo que separa a los jugadores intermedios de los de nivel bajo.
Este sistema suele parecer injusto a las personas no habituadas a jugar al go, pero se comprende perfectamente cuando uno lleva diez años jugando al go y juega con un jugador 4 dan, recibiendo nueve piedras de ventaja y pierde estrepitosamente sin ninguna posibilidad de victoria. En un campeonato de go nunca ocurre que un jugador 4d pierda con un 5k. Se trata de evitar estas partidas sin sentido y a cambio emplear las rondas en hacer que el puesto de campeón se asigne de una manera más justa entre los jugadores que son realmente merecedores de este puesto.
- Datos: Q6129656